# Stary Cmentarz Żydowski w Pradze
Stary Cmentarz Żydowski w Pradze (czes. Starý židovský hřbitov) – cmentarz żydowski znajdujący się w centrum Pragi, przy ul. Szerokiej w historycznej dzielnicy Josefov. Najstarsza macewa pochodzi z 1439, natomiast ostatniego pochówku dokonano w roku 1786.
Dokładna liczba grobów jest nieznana, jednak szacuje się ją na ok. 12 tysięcy. Wśród pochowanych są m.in. Mordechaj Meisel, Dawid Gans, Jehuda Löw ben Becalel, Szlomo Efraim ben Aaron z Łęczycy i Dawid Oppenheim.

## Galeria

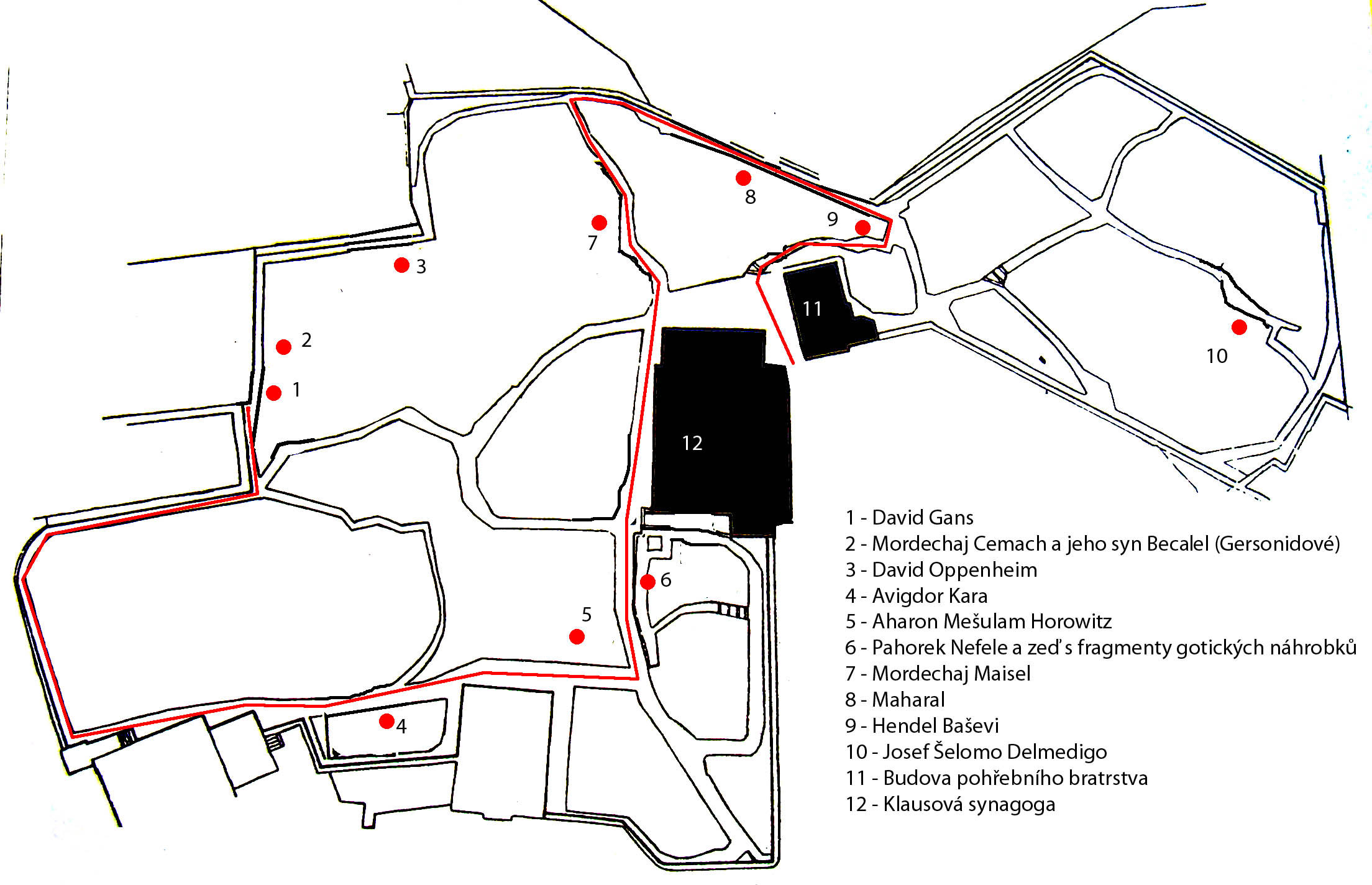
Plan cmentarza
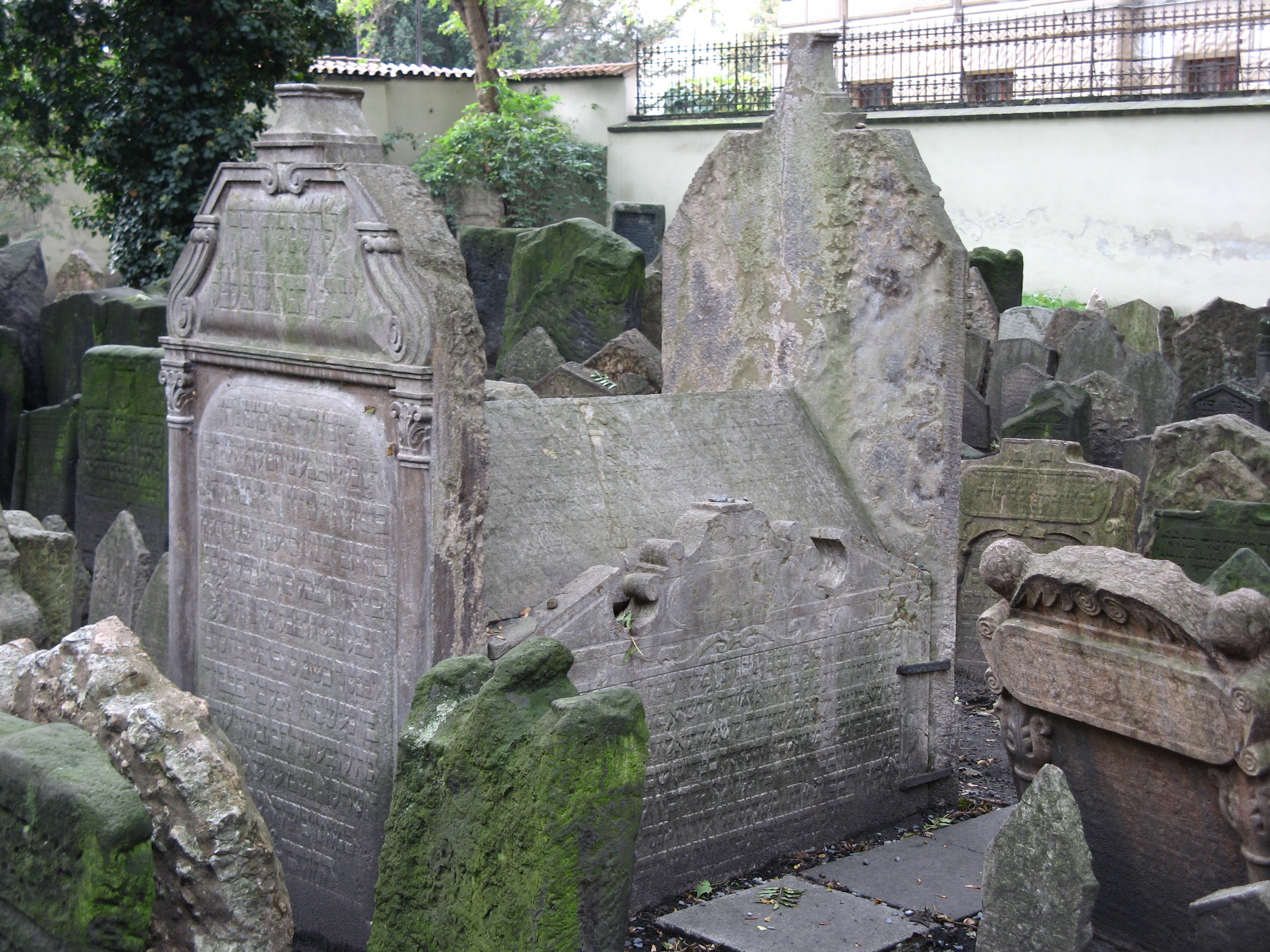
Grób Mordechaja Maisela
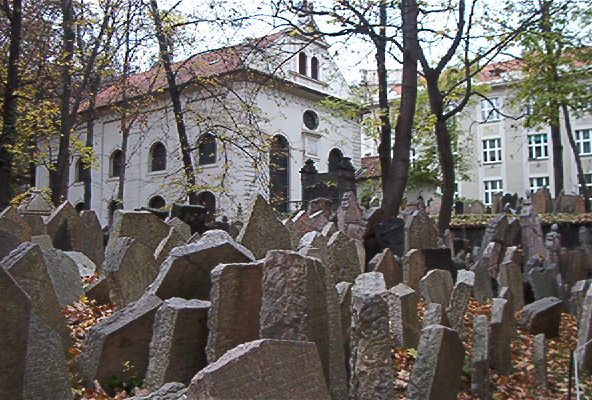
W tle Synagoga Klausowa